# Säg något
Säg något (originaltitel Speak) är en roman av Laurie Halse Anderson. Den handlar om Melinda Sordino som blev våldtagen på en fest.